# История на Казахстан
Историята на Казахстан включва събития, случили се в Арало-Каспийския регион и на територията на съвременен Казахстан от момента на заселването им.

## Праисторически и древен период
В Козъбай, Източен Казахстан са известни раннопалеолитни находки. В западните подножия на Наръмския хребет и на източния бряг на Бухтарминския язовир са открити две палеолитни поселения – Курчум-1 и Курчум-2. Жълтоглинестите натрупвания, в които са открити уст-убински артефакти са датирани от плиоцена. Находките в Шахбагат на територията на Форт Шевченко (Мангъшлак) имат прилика с инструментите на олдувайската култура и отговарят на средната Ашелска култура. Оръдия на труда на архантропите в планините Каратау (при селищата Къзълтау, Кошкорган, Шоктас), в Мугоджарите, Мангишлак и съвременното Северно Прибалхашие датират от 1 млн. – 800 хиляди години назад. Открити са артефакти като ръчни сечива и топори, а също така суровини за създаване на оръдия на труда от речни камъчета и кремък. През ранния палеолит тези земи стават местообитание и на палеоантропите. За този дълъг период районът преминава през няколко археологически епохи и се наблюдава значително развитие на материалната култура.
Около 12 – 5 хиляди години пр. Хр настъпва затопляне на климата с приключването на последния валдайски ледников период. Изчезват големите животни (мамонти, шерстисти носорози и др), появяват се белези на уседнали поселения, изобретени са лъка и стрелите, риболовните лодки, капаните за лов, одомашняват се вълци, обработват се кости и направа на облекло от кожи. Около 5 хиляди години пр. Хр. се появяват каменните оръдия на труда и керамиката. Откриват се следи от земеделие, животновъдство. В днешен Казахстан са открити над 500 археологически находища от този период, като Караунгур, Саксаул, Акеспе и Куландъ. Неолитната революция довежда нови оръдия на труда като брадви и мотики, а обработката им включва шлифоване, рязане с трион и полиране. Суровините, които са ползвани включват нефрит и гранит. Наблюдават се наченки на минното дело за добив на мед, олово, злато. Открити са паметници на атбасарската култура (от края на 7 – началото на 6 хилядолетие пр. Хр), а също така келтеминарската (края на 4 – началото на 2 хилядолетие пр. Хр), айдаболската, маханджарската и уст-наръмската култура. Към епохите на неолита и енеолита се отнася находката на рибарското селище Коскудук І на брега на Каспийско море, близо до Актау, датирано от края на V – първата половина на IV хил. пр. Хр. Находките в него включват архаични видове оръдия от оюклинската култура, така и от шебирския тип на хвалинската култура. Човешко погребение в Коскудук І е най-старото в Казахстан, Близо до Железники (Павлодарска област) е намерено погребение на жена от епохата на неолита, на която е извършена кремация. На десния бряг на река Иртиш на два километра над селото Аку са открити кости на Хомо сапиенс и глинен съд във формата на саксия c типични андроновски орнаменти. На Притоболските разкопки е открит фрагмент от пряслица (тяжест в тъкачеството). Неолитът в казахските земи се характеризира с многобройни паметници на културата и съществува проблем с определяне на уникалността на каменните находки и локалните варианти на неолитните култури. През този период възникват земеделието и животновъдството, като най-известната е находката в пещерата Караункур в Южен Казахстан. Открити са каменни и костни продукти, керамика, а също така кости от животни – кулан, мечка, елен, джейран, диви свине, сърни, коне, и др.
През IV—III хил. пр. хр се появат медни изделия, а антропологичен тип хора, който преобладава е протоевропеоидният. Намерени са около 100 селища с леярни работилници в Ботай, Червен Яр, Бестамак (в областите Жезказган, Зиряновск и др.), представители на ботайската култура. По последни данни именно на ботайската култура се приписва първото одомашняване на диви коне. През периода VII-VII век пр. хр – II-III век от нашата ера Арало-Каспийският регион е обитаван полууседнали и номадски народи. Основната им дейност включва конно животновъдство, обработка на метал, дърво, кожа, кост, камък, вълна, шивачество, тъкане, изработване на бижута, оръжия и конно оборудване. В началото на II хил. пр. хр – началото на VIII век от нашата ера започва добив на руда в Централен Казахстан. Отпада матриархатът. Андроновската култура остава следи с обичаите си за поклонението на небето, слънцето и огъня. Обичайният поминък и обект на ритуални жертвоприношения става коня. Бегази— Дандъбаевската култура остава скални рисунки Тамгали, Ешкиолмес. В северната степ на Централна Азия исторически се е развила една от най-ранните форми на световната цивилизация – номадско скотовъдно стопанство. Значително постижение от епохата на неолита в центральноазиатския регион се явява обездката на коня. Тук се е случва и опитомяването на камилата, дивата овчарка и планинския овен, които са необходими фактори за номадския скотовъден развъдник. Бронзовата епоха е представена от паметници на андроновската култура (глинени съдове с геометрични орнаменти, бронзови ножове и върхове за стрели), които датират от XII—XVIII век пр. хр и са открити в степите на Южен Урал и Южен Сибир.
Номадски племена, заселили огромната степна територия от монголските планини до Днепър и Дунав, са наричани от гърците скити, а от персите – саки. Пърите писмени свидетелства за племената, населяващи сегашната територия на Казахстан, се появяват около 1-вото хил. пр. Хр. Херодот в своята „История“ ги описва със специално внимание и споменава за тяхното съседство с Ахеменидски Иран, както и за борбата им с персийски завоеватели, царете Кир и Дарий I. Конни отряди на воинствените южни скити – масагетите от Приаралието побеждават Кир през 530 г. пр. Хр, а Дарий през 519 г. пр. Хр. Александър Велики, наречен в Азия Искандер Двуроги заради формата на шлема, спира победоносната си кампания на изток пред река Яксарт (Сърдаря) през 327 г. пр. Хр., основава там селището Александрия Есхата (Ходжент), не рискува да се отправи в безкрайната степ и се обръща на юг към Индия. Известни паметници на скитската култура стават могилникът Беш-шатър (Пет шатри) в долината на реките Или и могилата Исък под Алма-Ата, в който са открити останки от знатен скит от V—VI век пр. Хр., наречен от изследователите „Златния човек“. Скитското изкуство се характеризира с т.нар. Скито-сибирски анималистичен стил, което вероятно отразява доминиращото тип стопанство, в сянката на която еволюира земеделието в долините на реките Сърдаря, Чу и Талас. В гробове от Пазъръкската могила (III—V век пр. хр) на Южния Алтай са открити фрагменти от орнаментален килим, чиято техника на изпълнение е близка до познатите казахски народни изделия түкті кілем – „ворсист килим“ и сырмақ – „тъкана черга с апликации под формата на криви животински рога“. През II—III век пр. Хр. протомонголските и прототюркски племена от степните пространства на юг и югоизток от Алтай формират народа, наричан от китайците хунну в Джунгарските планини. Част от тях образуват държавата Юе-Бан, а друга част мигрира на запад в района на Волга, Урал и Дон, а през 375 г. се премества на запад в Европа и ознаменува началото на Великото преселение на народите.

## Средновековие
В средата на първото хилядолетие на нашата ера в откритите пространства от Алтайските планини до Каспийското море започва събиране древнотюркски съюз на номадски племена и появата на държавност. Първият Тюркски каганат (556 – 603 г.) се превръща във важен етап в историята на Великата степ. Започва развитие на занаяти, търговия, тогава е напълно проправен търговския Път на коприната от Китай през Персия и по-нататък към Европа. По течението на реките Чу, Талас и Сърдаря и край бреговете на Аралско море никнат градовете Чирик-Рабат, Отрар, Съгнак, Испиджаб, Тараз и Баласагун, които са важни населени места на Пътя на коприната. През VI век тези земи са получили името Туркестан (от персийски „Държава на тюрките“). През VII век каганатът се разпада на Източен и Западен. Ориенталският заема земите между Алтай и Байкал, а Оксиденталният – степта от Иртиш до Волга. По-късно от Западния се отделя Хазарският каганат (650 – 969) на династията Ашина и Тюргешкия каганат – в Тяншан, който с идването на арабите отстъпва място на Карлукския каганат. През VII—VIII век китайската империя на династията Тан претендира за част от Туркестан и се противопоставя на Арабския халифат. Интересите на две велики и войнствени империи се сблъскват в битка на река Талас (751 г.), завършила с драматична арабска победа с помощта на карлуките. Това донася в южните покрайнините на Пустинята ислямската религия, а китайците оставят хартията, което довежда до широкото разпространение на арабската писменост. В същото време тюрките губят древнотюркското руническо писмо за сметка на арабския скрипт, а също така постепенно изоставят и древната си вяра тенгризъм. Но и Халифатът не удържа територията на съвременен Казахстан в ръцете си задълго и около IX—X век в нея се появяват две нови тюркски държави – на юг и изток Караханидското, а на запад – Огузкото ханство. Караханидите заменят карлукското върховенство в Туркестан, по поречието на Амударя, Сърдаря и Седморечието и това остава така до 1210, когато на ханството им е сложен край след съкрушителна война с шаха на Хорезъм Аладин Мохамед. По-късно карлукското наречие (наричано чагатайски език в монголските времена) се превръща в основата на узбекския (в Мавераннахр) и уйгурския (в Източен Туркестан) езици. Огузите от своя страна окупират земите в днешен западен Казахстан и воюват с хаазарите на Волга, често в съюз с Киевска Рус и Волжка България. В средата на XI век в степите се появява новото могъщо племе на кипчаците, което отблъсква огузите към южните брегове на Каспийско море, където те се смесват с местните народи и стават предшественик на съвременните туркмени. Други огузи мигрират към Кавказ и са предци на днешните азербайджанци, а последният огузки клон – селджуките, се премества в Мала Азия и се превръщат в гръбнака на турската нация. Друга част от огузите се преместват още по-на запад до река Дунав и днес е известна под името молдовски гагаузи.

### Монголски нашествия
През 1218 г. започва монголското нашествие в степта на Трансоксиана. Монголите си проправят път с огън, опожарявайки градовете Отрар, Съгнак, Ашнас. Местните номадски племена първоначално оказват съпротива, но след това се присъединяват към монголския съюз доброволно или след поражение. Местните кумански първенци постъпват на служба при монголите, а обикновените номади представляват значителна част от монголската армия, водена от Бату (Батъй) през 1237 г. срещу Източна Европа. Според една от версиите, по тази причина на състава на армията се появява и смесеното име татаро-монголи. Тюркската степ влиза в състава на трите монголски учреждения улус, водени от синовете на Чингис хан: големият (степен) улус, простиращ се от източен Дешт-и-Кипчак и Балхаш до Долното Поволжие, подчинен на големия син Джучи; Туркестан, Седморечието, Трансокисана и Източен Туркестан – в улуса на втория син Чагатай; североизточната част на Жетису, Тарбагатай, райони по горен Иртиш и Западна Монголия – в улуса на третия син на Угедей. Чингизидите се опитват да превърнат своите улуси в независими владения, като през 1227 тази тенденция расте и империята се разпада на няколко независими държави. Бату основава в долното течение на Волга нова монголска държава – Златната Орда. В нея попадат части от територията на Улус Джучи – Източен Дешт-и Къпчак, част от територията Хорезъм и Западен Сибир, а също така и отново завладени земи на запад. Столица се превърна в град на Навес-Бату (близо до съвременния Астрахан). Златната Орда е мултиетническа държава, включва в себе си множество племена и народности, различаващи се помежду си на нивото на обществено-икономическото развитие и уникална култура и обичаи. Основната маса от ординците представляват тюркски племена, главно кипчаци, но така също и кангли, наймани, кереити, конирати и много други. Папският посланик Гийом де Рубрук генерализира и нарича всички татари. Интересното е, че много от обичаите на ординците, описани от Рубрук през 1253 г., са все още представени от съвременните казахи. Монголите в Ордата, представляват малцинство, по изчисления на историци около една пета от войската. В края на XIII век и през XIV век монголите всъщност се тюркизират, особено след разгрома на Златната Орда от Тимур през 1391 година.
Монголските завоевание са били придружени от масово изтребление на хора. Разрушени са села и градове, дворци и джамии, изоставени са обработени полета и напоителни системи. Хиляди майстори-занаятчии са отвлечени в робство. Прекъснат е последният етап от формирането на кипчакската народност. Господството на монголските завоеватели задълго отлага икономическия и културен напредък на народите в завладените от тях страни. Най-тежка е щетата, нанесена на земеделската и градската култура. Налице са и положителни фактори. Монголите, благодарение на идеята за централизираната власт, обединяват слабоорганизираните степни племена. Нормален за регулиране в номадския живот става законникът Яса на Чингис. Впоследствие нормите на „Яса“ са били в известна степен използвани при създаването на казахского кодекс на законите „Жети Жаргъ“ (Седем регулации). Много форми на държавност също са били използвани впоследствие в ханствата, възникнали на територията на Казахстан в послемонголската епоха. Монголското завладяване има силно влияние върху етнически процеси на територията на Казахстан. Трите казахски жуза са станали действителни наследници на трите улуса на чингизидите. Върхушката на чингизидите се претопява в тюркската маса, но техните потомци били наричани торе или „бялата кост“. Най-известният чингизид в Новото време е казахския учен, просветител и пътешественик Чокан Валиханов (1835 – 1865).

## Казахстан в Новото време

### XIV—XV век
След разгрома на Златната Орда през 1391 от Тимур тя окончателно се разпада на своите две крила – западна (Бяла) Aк-Орда (между Волга и Дон) и източна (Синя) Кок-Орда. Кок-Ордата от своя страна се разделя на Ногайска Орда през 1440, заела земите на съвременния западен Казахстан и едно краткотрайно Узбекско ханство на Сърдаря, което получава името си от последния известен златоордински хан Узбек, въвел окончателно исляма в Златната Орда. През 1458 г., недоволни от твърдата политика на хана на Узбекския улус Абул-Хайр братята емири Жанибек и Керей със своите аули се отделят от бреговете на Съдаря на изток в Седморечието, в земята на владетеля Могулистан Есен-буги, където образували Казахское ханство (1465). Те започнали да наричат себе си свободни хора (казахи). След смъртта на Абул-Хайр в 1468 г., Жанибек е взема участие в борбата с неговия син Шайх-Хайдар, в която са се обединили ногайците, сибирския хан Ибак и много други емири. След неговия разгром и убийството на Ибак за върховен хан е обявен Керей, а Жанибек му става съуправител, водещ дясното крило със столица Сарайчък в долината на Яик. Смъртта на братята Керей и Жанибек води на власт първо Бурундук (1480 – 1511), син на хан Керей, а след това Касъм (1511 – 1521), син на хан Жанибек. Внукът на хана на Узбекския улус Абул-Хайр Мохамед Шейбани с останалите му верни степни племена през 1499 година е принуден да се отправи на юг в Трансоксиана, където успява да си спечели място в раздробената след смъртта на Тимур държава на Тимуридите. Той се установява в Бухара, където през 1500 г. основава нова държава – Бухарско ханство. Номадите-кипчаци, отпътували с шейбаните, се смесват с местното уседнало население – тюркоезичните сарти и карлуки и като победители, донасят на новия народ името си – узбеки.

### XV—XVI век
Казахският хан Касъм (1445 – 1521) успява да обедини под свое ръководство останалите степни племена от Източен Дешт-и-Кипчак и в борба с шейбанидите на юг и Ногайската Орда на запад да разшири границите на държавата от Иртиш до Жайк. Той дори завладява Сарайчик, ногайската столица. Засилването на Казахского ханство продължил неговият син хан Хакназар (1538 – 1580), който отнема от Могулистан Седморечието и степта Сара Арка от ногайците. През 1580 при Есим хан част от Казахското ханство става и Ташкент, който по-късно става и столица. Управител на Ташкента е изключителния казахски държавен и обществен деец Толе би Алибекула (1663 – 1756) от рода Дулат на Старшия Жуз. По време на управлението му в Ташкент са построени много архитектурни структури, които са сега историческите забележителности на града. Толе би е погребан в Ташкент, а мавзолеят му се счита за една от забележителностите на града.

### XVII-XVIII век

#### Казахско-джунгарска война
През 1635 г. в Джунгарската равнина между планини Тян-Шан и Алтай се образува нова монголска държава – Джунгарското ханство на ойратската династия на чоросите начело с Хото-Хуцин, наричан Ердени-Батур. Започва ожесточена война между Казахсткото и Джунгарското ханства с цел залавяне територии и, преди всичко, пасища. Натрупването на множество стада изисква разширяване на хранителната база, а остро се усеща липсата на добри пасища. Освен това, нашественици са привлечехи от ясака (данък върху завладените). Джунгарите (самоопределящи се като ойрати, а по казахски калмики), започват редовно да нахлуват в казахската степ:
- 1635 година – в плен попада Жангир-султан, син на хан Есим.
- 1643 – отряд на избягалия Жангир-султан и опълчение от Старшия жуз начело с Жалантос-батър вземат реванш в Орбулакската битка в подножието на Джунгарски Алатау.
- 1652 – Хунтайджи Ердени-Батър завладява източното Седморечие, а в битката с джунгарите загива хан Жангир; ойратите започват изграждането на своите каменни будистки манастири по Иртиш.[23]
- 1680 – 1684 – Хунтайджи Галдан Бошохту-хан и неговият наследник Цеван Рабдан нахлуват в Туркестан, изгарят Сайрам и достигат до Ташкент.
- 1698 – 1703 – хунтайджи Цеван-Рабдан отново завладява източното Седморечие.

Пред заплахата от често набезите на ойратите от монголските степи върховната власт на хан Тауке (1680 – 1718) засилва правомощията си. Именно при него консолидирането на ханството довежда до приемането на държавните закони „Жети Жаргъ“, създадени от държавниците Толе-бий (Старши жуз), Казъбек-бий (Среден жуз) и Айтеке-бий (Младши жуз). През 1708 в противодействие на джунгарите е създадено първото общоказахско опълчение на Богенбай-батър, което след първоначалните успехи (битката при планината Улутау, 1712) е победено в битките на реките Аягоз и Аръс. Поражението в Аягозката битката води до вътрешни борби и разпадане на Казахското ханство през 1718, като е наследено от три териториално разделени казахски жуза: Старши жуз (южен), Среден жуз (северен, централен и източен) и Младши жуз (западен). През 1723 – 1727 години се е случва най-опустошителното нахлуване, запазено в народната памет на казахите като „Актабан шубирънди“ – „Години на великото бедствие“, когато джунгарите завладяват столиците на жузовете в Туркестан, Ташкент и Сайрам. В тези години от разорителните набези на джунгарите казахски етнос е загубил над 1 млн. души и около 200 хиляди души са били пленени. Маса нуждаещите се хора, бежанци от нашествениците, избягват в узбекските земи в Самарканд и Бухара. Разорените казахи от Старшия жуз и малка част от Средния жуз се отправят към земите, където Чирчик се влива в Сърдаря и към Ходжента и Самарканд. Казахите от Младшия жуз заобикалят града Сайрам (Сайрам айналган) и бягат в Хива и Бухара. Някои казахски родове отстъпват в пустинните райони Червените пясъци и Черните пясъци. В Годините на великото бедствие казахите губят богатите пасища на Седморечието и традиционните маршрути за търговия, губят своите занаятчийски центрове и драстично намалява количеството добитък.

През 1727 година хунтайджи Цеван-Рабдан умира и сред джунгар започват борби за власт. Това помага на казахите да се възстановят от пораженията и да преминат в настъпление, връщайки си земите. През периода 1727 – 1730 е проведена успешна кампания на нова казахска опълченска армия под ръководството на Абулхаир-хан. На река Буланта в подножието на Улутау и планините Анракай в западното Седморечие те побеждават войските на новия хунтайджи Галдан Церен. Въпреки победите постоянна армия у казахите така и не се появява и всеки жуз събира армия по номадски обичай само за определен поход. Взаимодействието между отрядите остава слабо, за разлика от джунгарите, водени от един хан – хунтайджи. Освен това, джунгарите имат числено превъзходство и огнестрелно оръжие, произвеждано от руски оръжейници и шведа Юхан-Густав Ренат. Казахски воини не отстъпват на ойратите по издръжливост, но това не е достатъчно в дългосрочен план. Според съобщението до императрица Анна Ивановна от началник-щаба Иван Кирилов: 
| „ | Ако ще и двете киргизки орди (Среден и Младши жуз) да се договорят и да ги води само един хан, пак ще загубят от калмиките | “ |

.
Казахите са принудени да поискат от Руско царство да ги приеме за протекторат. Още през 1717 г. хан Тауке за първи път се обръща към Петър I с молба да вземат казахите под руското поданство, но без заплащане на ясака, без изпълнение на военни задължения и при запазването на властта на хана. Петър I веднага оценява стойността на Казахското ханство във външната политика на Русия:
| „ | Към вси азиатски страни и земи е тази орда ключ и врата, и таз само причина е тази орда е потребно под Русийска протекция да мине. | “ |

Русия тогава стремително се разширява на югоизток. Още в края на XVI век група казаци под атаман Ермак унищожават Сибирското ханство на чингизида Кучум. През 1715 – 1720, въпреки противопоставянето на джунгарите, сибирските казаци започват изграждането на Иртишката укрепена линия и са положени основите на крепостите Омска (1716), Семипалатинска (1718), Уст-Каменогорска (1720). Пряка помощ за казахите от Петър I така и не пристига. Русия има изгода от казахско-джунгарската война, тъй като самата тя в това време участва в продължителна и тежка Северна война с Швеция (1700 – 1721). Сибирският губернатор княз Матвей Гагарин, който води преки преговори за съюз отчита, че е заплашен от големи усложнения в отношенията на Русия с Джунгария, които биха нарушили стопанските планове за усвояване на богати на злато и сребро находища по Иртиш. В 1745 г. умира хунтайджи Галдан Церен и в Джунгарското ханство отново започва объркване и междоусобна война за власт. Джунгария в това време води война с настъпващата от изток и юг Цинска китайска империя. Не е чудно, че за кратко джунгарите и казахите сключват мир пред лицето на общата заплаха. Казахски войски воюват на страната на нойона Амурсана срещу китайско-манджурските войски в периода 1755 – 1758 година в битките на Или, Тарбагатай и Хоргос. Както пишат изследователите, звърналите се в Седморечието казахски първенци оценяват настоящата ситуация и стигат до заключението, че: „Джунгарското ханство не е за казахите същата заплаха, и помагайки с войските си на джунгарския хан Амурсана, Аблай се опитва да запази единна държава“. Той добавя: „По-добре да имаме за съсед загубилата предишната си сила Джунгария, отколкото Цинската империя“. Освен това, Амурсана и Аблай се сприятеляват по време на пленяването на последния. През 1756 г. при император Айсингиоро Хунли цинско-манджурската армия окончателно громи Джунгарското ханство. Голяма част от джунгарите умират на полето на боя или от болести, останалите живи бягат към Волга в Калмикското ханство. Китайският историк Вей Юан пише:
| „ | В Джунгария имаше няколкостотин хиляди семейства, четири десети са починали тогава от едра шарка, две десети бягат в съседни страни, а три десети са унищожени от великата армия | “ |

. В книгата си „Обществено и държавно развитие на ойратите“ руският изследовател А. Чернишев нарича причините за тази жестокост:
| „ | Цините устроили свирепа разправа с ойратите не защото ги смятали за варвари. Те вече са присъединили солоните, даурите и други племена на монголите. Манчжурите унищожили именно ойратите, защото са се страхували, че ако не направят това, те ще си оставят потенциален съперник с опит в създаването на суверенна държава и поддържащ дълготрайна връзка с Русия. | “ |

Така Джунгарското ханство изчезва от лицето на земята, а върху неговите земи Цинската империя създава през 1761 г. своята провинция Синцзян (Нова граница).

#### Казахстан в състава на Руската империя
Официално приемане казахските земи като руски протекторат дава на Русия правни основания за военно-политическа експанзия в региона. За укрепване на колониалната власт в Казахстан са въведени две мерки: изграждане на укрепени линии от крепости с военни гарнизони по руско-казахската границата и използване на казахско-башкиро-калмикските противоречия за потискане на всякакви антируски изяви на тези народи. Цяла верига от укрепления от Каспийско море, по протежение на Жайк и Ертис до Алтайските планини обкръжава казахската степ. Това позволява на Русия да си създаде база за по-нататъшна експанзия към вътрешността на Централна Азия. През 1730-те години руските власти продължават да използват противоречията между народите в региона за затвърдяване на властта си. Активна политика за разпалване на национални вражди прекарва оренбургският управител И. Неплюев. Разработен е план, който предвижда комплекс от мерки в случай на антируско въстание на казахите. При най-малкото неподчинение оренбургските власти предвиждат да мобилизират военни отряди от Яицк, Оренбург, Орск, Уейската и Сибирската линия. Освен редовните полкове са използвани мещеряци, татари, башкири и т.н. По този начин, този план е предвидено широко приложение на колониални редовни и разнородни войски. През 1730 ханът на Младшия жуз Абулхаир, обиден на другите първенци за неизбирането му за всеказахски хан след успешната Анракайска битка, се обръща към руската императрица Анна Ивановна с официално предложение за преминаване под руски протекторат, при условие на запазване на ханството за неговите потомци. Този път императрица се съгласява (мисията на Тевкелев, 1731). През 1741 г. при поредното нашествие наджунгарите Сенатът на Руската империя взема драстични мерки (мисия на Карл Милер, 1742). Очаквайте в лицето на Русия силен противник, джунгарите отстъпват, но Аблай Хан е взет в плен. След една година е освободен чрез посредничеството на управителя Неплюев. На 24 ноември 1732 г. Тевкелев завършва своята мисия и пристига в Уфа заедно с посолството на Абулхаир, отправено в Петербург. В състава му са престолонаследникът султан Ерали, братовчедът на хан султан Нияз, старейшината Чадънбай, Худайназар мурза, Тугелбай мурза и Мурза Гелдъ батър. Те окончателно договарят влизането на Младшия жуз в Руското царство. През 1733 – 1734 година някои бии и влиятелни първенци от Южен Казахстан също изявяват желание да приемат руското подданство. Декрет на императрица Ана Ивановна от 10 юни 1734 г. свидетелства за съгласието на правителството да приеме Старшия жуз в състава на Русия. Въпреки това, неговата отдалеченост от Русия, а също и обтегнатите отношения с Джунгария, убийството на проруския хан Жолбаръс през 1740, задълго отлагат изпълнението на този план.
За укрепване на позициите в анексираните казахски земи през май 1734 е организирана експедиция, която оглавява обер-секретаря на Сената И. К. Кирилов – сподвижник на Петър I. За помощник му е бил одобрен A. Тевкелев. Задачата на комисията е изчерпателно изследване на влезлите в състава на Русия земи, проучване на природните ресурси, изграждане на Орската крепост, определяне на новата граница между руските и казахските земи. Редица причини и преди всичко вследствие на бунта на башкирите в 1734 – 1738 експедицията остава нереализирана. През 1735 г. е основан град Оренбург с важно значение за развитието на руско-казахските политически и търговски отношения. Във връзка със смъртта на И. К. Кирилов през април 1737 г. нов началник на Оренбургския край е назначен Василий Татишчев. В Оренбург през 1740 г. се състои среща на представители от Младшия и Средния жуз, на която хан Абулмамбет и султан Аблай приемат руско подданство в стремеж да се осигури Казахстан при възможно проникване от страна на джунгарите.
Част от земите на Средния жуз и земята на Старшия жуз остават под властта на кокандските ханове, които също използват в своя полза казахско-джунгарската конфронтация. В този период в казахското Седморечие се развива едно парадоксално положение на четверовластие. За тази територия освен местните жители претендират Кокандското ханство (с аргумент, че реално те владеят терена), Китай (с аргумент историческо право като победителите над правоприемника Джунгария), Русия (с аргумент клетвите за руско поданство на различни владетели, като се започне от султан Тугум през 1793 и се завърши със сина на Аблай хан султан Сюка Аблайхан през 1819 г.). Началото на преговорите за определянето на руско-китайската граница е поставено едва през ноември 1860 г. и завършва в Пекин през 1864 с подписването на допълнително споразумение към Чугучакския протокол. През 1787 след вътрешни разпри на част от казахските родове в състава на Младшия жуз начело с хан Букей е било разрешено да преминат Урал и да се заселят в Заволжието. Това решение е официално закрепено от император Павел I през 1801 г., когато от 7500 казахски семейства е създадена васална Букеевска Вътрешна Орда начело с хан Букей.
Включването на Казахското ханство в състава на Руската империя е съпроводено с трудности поради различията в традициите и манталитета на двете населения и процесът на присъединяване се оказа продължителен. За спазването на правата на казахското населението през 1785 г. е свикан характерния степен парламент, а за негов глава е избран Сирим Датов, а не ханът на Младшия жуз Нуралъ, който, загубил всякаква популярност, епринуден да бяга под защитата на Русия. Събранието се превръща в подобие на полския сейм от времето на шляхтичките привилегии. От 1783 започва върви непрекъсната борба, в която царска администрация се опитва да се възстанови мира и спокойствието, с казахите от своя страна все повече и повече разширяват исканията си за фактическо отделяне. Въпреки всички отстъпки, сред казахите растат антиправителствените настроения и царска администрация през 1791 г. обявява връщането на ханската власт, назначавайки за хан султан Есим. В отговор Сирим Датов обявява война на Русия, убива Есим и започва многобройни набези на граничната линия в продължение на десет години. През 1797 г. в крайна сметка Датов е принуден да отстъпи на юг в Хивинското ханство, където през 1802 г. е отровен от врагове.

#### Яицко казачество
На северното крайбрежие на Каспийско море и по десния бряг на река Урал (по-рано наричана Яик, от kaz. Жаик) се разселват руснаци, основно избягали крепостни селяни, именуващи сами себе си казаци (свободни хора) още от XVI век. Те основават Яицкото казачество с център в основания от тях Яицкий городок (1613). През 1775 г., след поражението на пугачовския бунт, в който яйц ките казаци са взели активно участие, те са преименувани от императрица Екатерина II като наказание в Уралска казача армия, столицата им – на град Уральск, а реката Яик – Урал. По-нататък по Яик се основават Гурьов (1640), Орск (1735) и Оренбург (1743), който тогава императрица Елисавета превръща в център на състава на Оренбургските казашки войски.

### XIX век
С указ на цар Александър I през 1808 г. Сибирското казачество получава статут на Сибирски казашки войски със седалище в Омск. Казаци и преселници от Русия с оръжие в ръка завземат най-добрите земи, ливади и пасища, измествайки в степите и пустошта коренното население, което те наричат киргиз-казаци, за да не се бърка с руските казаци. В рамките на следващите 30 години повечето от родовете на Старшия жуз вземат руски поданства. През 1822 г. император Александър I издава декрет за въвеждането на разработения от М. М. Сперански „Устав за сибирските киргизи“, който елиминира ханската власт в казахските жузи (с изключение на Букеевската орда, където ханството е премахнато от Николай I в 1845).
- 1836 – 38 – потушено е казахско въстание, ръководено от Исатай Тайманов и Махамбет Утемисов.
- 1846 – потиснат е бунт на последния казахски хан Кенесаръ.
- 1857 – разгромено е Казалинското въстание под ръководството на Жанкожа Нурмухамедов.

За осигуряване на руското присъствие в казахските земи са изградени Новопетровското укрепление (Форт Шевченко – 1846), Иргиз – 1846 и Тургай – 1846, в района на Аралско море – Раймско – 1847 и Капалско – 1848) укрепление. През 1854 г. е основан Верное (сега Алма-Ата). Разправата на войските с мирното население при завземането на намиращи се на територията на днешна Киргизия и Казахстан крепости Пишпек и Аулие-Ата в 1864 г. дълбоко възмущава Чокан Валиханов – след няколко горещи спора с полковник Черняев той подава оставка.
След като руската армия завладява Чимкент (1866) в борба с Кокандското ханство цялата съвременната територия на Казахстан се оказва под властта на Русия. На 21 ноември 1868 г. в царската канцеларията публикува документ, според който всички земи на казахите преминават под държавна собственост. Оттогава започва масово навлизане в Казахстан на руски заселници. През 1867 от отряди на сибирските казаци по указ на император Александър II е формирана Семиреченско казача армия с центъра в град Верной (1855) и казаците стават най-важният инструмент на Русия за присъединяването на източна пространства. Казачи селища в новозавладените територии се разглеждат като средство за гаранция за задържане на региона. След разгрома на кокандското ханство през 1867 – 1868 г. Александър II подписва „Декларация за управлението на Семиреченско и Сърдаринско“ и „Правила за управление на Тургайска, Уралска, Акмолинска и Семипалатинска области“. Букеевската Орда се премества в състава на Астраханска област. В 1882 г., на място на Западносибирското генерал-губернаторството от областите Акмолинск, Семипалатинск и Семиреченск се формира Степно генерал-губернаторство. Според документите от този период повечето от земите на посочените региони преминава в собственост на Руската държава, а на местното население е разрешено вечното им ползване.

### В началото на XX век
През 1906 – 1912 г. в резултат на столипинската аграрна реформа в Казахстан от централните райони на Русия са преметени 500 000 селски домакинства, които са разпределени на вече усвоените земи, а казахите са били изтласкани в степната територия. Сенатор граф К. К Пален провежда през 1908 г. по заповед на императора инспекция в Туркестан, в която описва по следния начин методите на работа на имперската администрация Руското население в Семиреченската област до 1916 г. е само 6 процента от цялото население, но ползва 57,7 % от подходящата за отглеждане на култури земя, а за местното население е оставена само 42,3 на сто от обработваемата земя. През 1907 г. е приет „Закон за изборите в Държавната Дума“, лишаващ от избирателни права коренното население на Сибир, Средна Азия и Казахстан. Такива хора не могат да се призовават в армията, но, когато започва Първата световна война, е издаден указ на император Николай II от 25 юни 1916 г., за така наречените „изземване на чуждородните“ на тилова работа на фронтове. Това води до бунт в Туркестан и в казахских степи (под ръководството на Иманов). Тогава, за да избягат от репресиите, част от казахските родове бягат в Китай.

## Революция и Гражданска война
След отказа на Николай II за създаването на Временно правителство политическият живот в покрайнините на империята се оживява. Прокадетски настроените лидери казахски интелектуалци прекарват през юни 1917 година в Оренбурге Първи всекиргизский конгрес. Главните му въпроси от дневния са за това, че в Русия трябва да бъде създадена федерална демократична парламентарна република, киргизската област трябва да получи в нея автономия и трябва да бъде решен наболеляи поземлен въпрос. Избрани са народни представители, включително и известният руски учен-етнограф Григорий Николаевич Потанин, както и депутати за конгреса на мюсюлманите на Русия „Шура-и-Ислям“, включително Алкей Сатпаев, по-голям брат на Канъш Сатпаев, първия председател на Академията на науките на бъдещата Казахска ССР. Първият всекиргизки конгрес по същество се конституира в политическата партия „Алаш“ с ръководителите Алихан Букейханов и Ахмет Байтурсинов под мотото: „Освобождаване казахския народ от колониалното робство!“
През декември 1917 г. в Оренбург се събира II общокиргизки конгрес. Сред неговите организатори са видни личности и казахски интелектуалци като бившия член на Първата руска Дума Алихан Букейханов (1870 – 1938), главнив редактор на вестник „Казах“ Ахмет Байтурсинов (1873 – 1937) и поетът и писател Миржакип Дулатов (1885 – 1935). Сред участниците са поетът и писател Магжан Жумабаев (1893 – 1938) и премиерът на подкрепената от Коканд Туркестанска автономия Мустафа Шокай (1891 – 1941). Присъства и бившият депутат в руската Дума Мухамеджан Тънъшпаев (1879 – 1938). Конгресът обявява независимостта на казахо-киргизките области под името „Алаш“ в състава на бъдещата Руската федерация. Създаден е Народен съвет (правителство) „Алаш-Орда“, съставен от 25 членове, като 10 места са предоставени на руски и други националности. Но „Алаш-Орда“ подкрепя меньшевиките, а в годините на гражданската война, сключва военен съюз с КОМУЧ и се опитва да си сътрудничи с Временното Сибирско правителство. Така в началото на 1920 година партията Алаш е забранена от болшевиките, идващи на власт, а нейните лидери по-късно разстреляни.
Туркестанская автономия (1917 – 1918) в Сърдаря и Семиречието е разгромена по-рано, което води до националноосвободителното партизанско движение в Средна Азия, наречено басмачество. Почти в синхрон с Октомврийската революция настъпва Въоръженото въстание в Ташкент през октомври 1917 г., което довежда двоевластие, а след това и до гражданска война. След потискане им до края на 1917 от сили на Туркестанското генерал-губернаторството, в началото на 1918 г. е провъзгласена Туркестанска АССР (1918 – 1924), в състава на която е запазена Семиреченска област, с град Алма Ата – бъдещата столица на Казахстан. Центърът на това образование се намира в Ташкент и неговата история е неразривно свързана с историята на Узбекистан, Киргизстан и Туркменистан. Първоначалният успех на Колчак в действията срещу Източния фронт на червената армия дава предпоставки за заемане на цялата територия на Казахстан и през лятото на 1918 г. белите започват офанзива към Сергиопол. ТАССР е принудена да организира Семиреченски фронт от Балхаш до китайската граница, но до началото на 1920 ситуацията се променя драстично в полза на червените на всички фронтове.

## Съветски период
На 26 август 1920 г., изпълнителния комитет на СССР приема подписан от Михаил Калинин и Владимир Ленин декрет „За образуване на Киргизка Автономна съветска социалистическа република“ в състава на СССР със столица в Оренбург. Тя е съставена от Акмолинска, Семипалатинска, Тургайска, Уралска, Букеевской и части от Оренбургска области). През 1925 г., Киргизката АССР е преименувана на Казахска АССР, а столицата пренесена в град Перовск (бивш Ak-Джамия), който е получил ново име Къзъл Орда. В състава ѝ влезли още Сърдаринска и Жетисуйска областта на бившата Туркестанска АССР с казахско население и Каракалпакска автономна област (по-късно през 1936 г. включена в Узбекска ССР с преобразуването Каракалпакска АССР). Оренбургска област е върната на пряко подчинение на РСФСР. През 1927 г. столицата е пренесена в Алма-Ата, а град Ташкент е връчен на Узбекската СССР и се превърна в нейната столица вместо Самарканд. По спомените на член на Президиума на ЦИК на СССР Век Молотов: „създаване на среднеазиатските републики е изцяло дело на Сталин“. „Остра борба се водеше“ – „казахите, например, си борили за Ташкент, искали той да е столица... Сталин ги събрал, обсъдил това, погледна границата и казал: Ташкент на узбеките, а Алма-Ата – на казахите“. През 1932 г. целият залив Карабоаз-Гьол е представен на Туркменска SSR. Едва през 1936 г. Казакската АССР е била отделена от РСФСР и се превръща в Казахска ССР.

### Културни преобразувания
До Октомврийската революция нивото на грамотност на населението на Казахстан е изключително ниско от гледна точка на познания по руски език. Но не може и да се пренебрегва, че на територията на дореволюционния Казахстан надделява арабската грамотност. Така, в Тургайско област делът на грамотните през 1897 година е 4,5 % (7,5 % сред мъжете, 1,2 % сред жените). При това сред населението с роден руски език дялът на грамотност е 16,6 % (25,7 % при мъжете и 6,9 % при жените), а населението с роден „киргизки“ (казахски) език – 3,1 % (5,6% при мъжете и 0,4 % при жените). През 1918 г. започва държавна кампания за ликвидиране на неграмотността. До края на Гражданската война в Казахстан са открити 2410 училища, където учат 144 хил. души (от тях 21 % – казахи). През 1925 г. броят училища се е увеличил до 2713, а броят на учениците – до 161 хиляди. През 1930 г. е деклариран преход към всеобщо задължителна начално обучение, а през 1931 г. е въведено всеобщо задължително седмокласно образование (в градските райони). Също така е извършена ликвидация на неграмотността сред възрастните. Така, в 1921 – 1927 са били обучени до грамотност 200 хиляди души, а през 1930 г. – 500 хиляди. Към 1935 г. обучението обхваща 91 % от децата в училищна възраст.
През 1928 г. в Алма-Ата е открит Казахски държавен университет, през 1929 – зооветеринарен институт, през 1930 – земеделски институт, през 1931 – медицински институт, в 1934 – минно-металургичен институт. През същата година са открити учителски институции в Уралск, Семипалатинск, Актюбинск, Петропавловск, Чимкент и Кустана, но всички с обучение на руски език. В същото време, значителна щета е нанесена на националната култура с политически цели. Направена е замяна на арабската азбука първо с латински (латинизация, 1929), а след това на кирилица (кирилизация, 1940). Това отлъчва казахите от цялата издадена до 1929 г. литература и казахски автори като Кунанбаев, Дулатов, Жумабаев, Ауезов и др. общотюркски като Ахмед Ясави, Юсуф Баласагуни и Махмуд Кашгари. Чрез обучение по руски език за казахското население е осигурен достъп до цялата култура на руския народ, а в рамките на съветската идеология и към световната култура, но на цената на загуба на национална идентификация. Политиката за русификация на Казахстан довежда до това, че много от съветските казахи вече не знаят родния си език. От 1954 до 1986 година са затворени 546 училища с казахско езиковото обучение. В Алма-Ата в 1957 г. остава само едно такова училище № 12, както и в цялата Казахска ССР – само една гимназия с преподаване на казахски език – КазЖенПИ, готвеща учители за началните класове за развитие на селските училища. И след 20 години от обявяването на независимостта на страната проблеми с майчин език не са преодолени.

### Глад в Казахстан през 1919 – 1922 г.
Според главния редактор на литературното списание „Простор“, казахстанският поет и писател Виктор Михайлов:
„...Още един въпрос. Когато ние говорим за глада в пустинят веднага се подразбира глада от 30-те години. Но в Казахстан това е вторият глад. Първият беше през 1919 – 1922 година. Следователно, когато учените се занимават с този проблем, трябва да го разделите на първия и втория период. Първият глад също е страшен. Той опустоши южния регион, въпреки че в една или друга степен са засегнати всички жители на Казахстан. Ако в 30-те години, по различни оценки са загинали от 1,5 до 2 милиона души, а след това в първия глад – около един милион души. Така че казахите, наистина, за някакви си 10 – 15 години загубиха около половината от населението. Световната история не познава трагедия от подобен мащаб.“

### Глад през 1930-те години
Периодът на изграждане на административно-планова обществена система в република е най-болезнен: в рамките на форсирана колективизация, предполагаща уседналост за селското население е било нарушено стопанското равновесие с допълнителни загуби и традиционните национални отрасли на казахите-номади. В началото на 30-те години в резултат на репресивна сталинска селскостопанска политика и действията на казахския първи секретар на Казкрайкома на КПСС(б) Филип Голощекин започва масов глад, при който загиват около един и половина милиона казахов (31 % от селското население), а стотици хиляди бягат в Китай. През 1954 г. в Китай дори е образуван граничен Или-Казахски автономен окръг с център в Кулджа. Този глад, който има популярното име ашаршълъқ, е документиран и описан в книгата на В. Е. Михайлов „Хроники на великия джут“. През 2013 г. по случай 80-годишнината от народното бедствие е излъчен документален филм за голодомора. Частично тази катастрофа се признава и от съветски източници. Според преброяването на населението на СССР през 1926 в Казакската АССР е имало 3,475 милиона души, а според преброяването от 1939 г. – общо 2,327 милиона души.

### Депортация и преместване в Казахстан
В края на 30-те години в Казахстан по сталинско решение са депортирани редица народи на СССР – поляците от Западна Украйна и Западна Беларус през 1936, корейците от Приморието през 1937, германците от Поволжието през 1941, гърците от региона на Краснодар (1941), карачаевци и балкарци (1943), а също и чеченци и ингуши (1944) от Северен Кавказ, месхетински турци от Грузия (1944), кримски татари от Крим (1944). В периода от средата на 30-те и началото на 40-те години в Казахска ССР са създадени изправително-трудови лагери АЛЖИР, Карлаг и Степлаг от системата ГУЛАГ за затворници от много райони на СССР. През Перестройката правозащитната публицистична преса нарича тези лагери концентрациони. Широко разгърнатата от съветската власт кампания Овладяване на целината през 1950-те години довежа до допълнителен преместването в Казахстан на около един милион нови жители от Русия, Украйна и Беларус. В резултат той се превърна в република на СССР, с най-малък брой представители на заглавната нация – делът на казахите по преброяване на населението на 1959 г. спада до 30 % от общото население на Казахска ССР от 9,3 милиона души. За сравнение, делът на руснаците в същия период възлизат на повече от 40 %.

### Индустриализация
В края на 1930-те години започва мощната индустриализация на републиката, която позволява тя да се превърне в значителен индустриален регион, органично включен в общосъюзния комплекс с приоритет в развитието на минния сектор. До 1991 тук се добиват 70 % от съюзното производство на олово, цинк, титан, магнезий, калай, 90% фосфор и хром, повече от 60 % сребро и молибден. Също така стартира експлоатацията на най-големите находища на петрол, злато, уран, мед и др. С началото на фашистката агресия спрямо Съветския съюз в Казахстан са евакуирани над 400 фабрики от европейската част на СССР. Построени са нови градове и села, фабрики и мини, пътища и мостове. За работа на строителни обекти, добив на полезни изкопаеми, в заводи и фабрики, заедно с работната сила на Казахстан от европейската част на СССР е пренасочено цивилно население и се използва труда на лишените от свобода и на трудовите армии.

### Атомни тестове, космос, милитаризация
След Втората световна война в Казахстан е създаден Семипалатински ядрен полигон, на който през 1949 г. е тествана първата съветска атомна бомба РДС-1, а след това и първата термоядрена RDS-6 (1953). Обща мощност на ядрените заряди, изпитани под земята и във въздуха само за периода 1949 – 63 години на Семипалатинското стрелбище 2500 пъти надвишава мощност на атомната бомба, хвърлена над Хирошима. Този регион е претърпял сериозни екологични щети и радиационно замърсяване. В 1989 г. е създадено движение „Невада – Семипалатинск“, обединяващо борците срещу ядрените опити по целия свят. През 1955 г. Казахстан стартира строителството на военния полигон Байконур за тестове на балистични ракети, който през 1957 г. става първата космодрум на планетата: оттук е изстрелян първият изкуствен спътник на Земята, а през 1961 г., първият космонавт. В следващите години оттсм излизат в орбита хиляди ракети-носители с изкуствени спътници на Земята, включително спътниците с военно предназначение серия „Космос“), както и стотици междуконтинентални ракети (УР-500, РС-16, РС-18, РС-20). През 1969 – 1970 г. в Мангистауска област се провежда серия от експерименти „Сай-Скала“ с водородна бомба. На територията на Казахстан Министерството на отбраната на СССР строи много военни бази и тестови полигони (Сара-Шаган, Омега-2, Тера-3, Emba-5 и др), стратегически летища и ракетни установки (Писия, Шаран, Власатка, Учарал, Чаган, Державинск, Тюра-Там, Жангиз Тоби и други), както и стратегическа ЗГРЛС „Дарьял-У“ на Балхаш. На 200 км североизточно от Акмолинск е построен затворения град Степногорск, където в два комбината се изработват ядрени и бактериологични оръжия, както и на острова на Възраждането в Аралском море.

### Смъртта на Аралско море
Приемането на въоръжение в Съветската армия на междуконтинентални балистични ракети води до рязко увеличаване на производството на високо енергийни материали и основани на памука компоненти на ракетното гориво. В резултат на радикални мерки за развитие на памучната монокултура в Южен Казахстан и Узбекистан за едно поколение през 1980 – 1990 пресъхва Аралско море, притоците към което са използвани за напояване на полета в името на изпълнение на рекордните планове за добив.

### Разпадането на СССР и съдбата на Казахска ССР
16—17 декември 1986 г. в Алма-Ата настъпва антиправителствен бунт предимно на студенти. Повод за това е назначението на генералния секретар на ЦК на КПСС Михаил Горбачов на Генадий Колбин от първи секретар на Уляновския областен комитет на партията на поста първи секретар на ЦК на Комунистическата Казахска ССР. Така е прекъсната дълготрайната негласна традиция за назначаване на ръководителите на републики на СССР от местни кадри. Бунтът е строго репресиран и с участието на военни части, множество участници са били бити, а други са понесли наказателни санкции и маса студенти са била изключени от институтите. Някои от участниците в декемврийските събитията са загинали, а сред тях като символ на борбата на младежта за свобода се откроява младив демократ Асен Ръскулбеков.
На 22 юни 1989 за първия секретар на ЦК на КП Казахска ССР вместо Колбин е бил назначен тогавашния председател на Съвета на Министрите на Казахска ССР казахът Нурсултан Назарбаев. На 24 април 1990 Върховния Съвет на КазССР го избира и за първи президент на Казахстан, а през август 1991 г. след провала на пуча Назърбаев се оттегля от КПСС и сваля от себе си пълномощията на първи секретар на ЦК на КП на Казахстан. На 1 декември 1991 на всенародни избори за Президент на републиката Назърбаев получава подкрепата на 98,7 на сто от избирателите. На 10 декември 1991 г. според приетия от Върховния Съвет на КазССР закон, името република „Казахска съветска социалистическа република“ е променено на „Република Казахстан“. Въпреки това, името остава такова до приемането на Конституцията на Република Казахстан на 28 януари 1993 г. Забележително е, че точно на 16 декември 1991 г. Казахстан провъзгласява своята независимост след действителното разпадане на СССР (Беловежко споразумение, 8 декември) на последно място от всички съюзни републики. Първи получава признание от Турция, след това в САЩ и близкия Китай. На 21 декември е подписана и Алма-Атинската декларация за целите и принципите на ОНД. Пет от бившите съветски републики: Казахстан, Киргизстан, Узбекистан, Туркменистан, Азербайджан и Турция образуват централна Евразия тюркски „колан“ от Китай до Босфора.

## Независим Казахстан
Най-новата история на Република Казахстан започва след получаването на независимост през 1991 година.